# Bahnhof Nürnberg-Dutzendteich
Der Bahnhof Nürnberg-Dutzendteich bezeichnet sowohl den Haltepunkt  Nürnberg-Dutzendteich Hp der S-Bahn an der Bahnstrecke Nürnberg–Feucht, als auch den Betriebsbahnhof Nürnberg-Dutzendteich an der Bahnstrecke Nürnberg–Regensburg und an der Ringbahn Nürnberg. Er befindet sich im Südosten Nürnbergs zwischen den Stadtteilen Gleißhammer und Zerzabelshof. Der Bahnhof verfügt über einen 145 Meter langen und 96 Zentimeter hohen Mittelbahnsteig. Er wird von der S-Bahn-Linie S3 (Nürnberg – Altdorf) bedient und ist außerdem mit den Straßenbahnlinien 6 und 10 sowie den Stadtbuslinien 45, 55, 65 und 96 erreichbar.

## Geschichte
Eröffnet wurde die Bahnstation Dutzendteich am 1. Dezember 1871 durch die Actiengesellschaft der bayerischen Ostbahnen zusammen mit dem Streckenabschnitt Nürnberg – Neumarkt der heutigen Bahnstrecke Nürnberg–Regensburg. Der erste Bahnhof an der eingleisigen Strecke verfügte über drei Bahnsteiggleise, und im nördlichen Bereich ein Freiladegleis mit Waage, das als Anschlussgleis bis zur Maschinenfabrik Joh. Wilh. Spaeth führte, und ein Gleis mit Rampe. Das erste Empfangsgebäude wurde von einer zur Gleisseite offenen Wartehalle dominiert, an deren nördlichen Ende ein Wartesaal 3. Klasse und am südlichen Ende ein Wartesaal 1. und 2. Klasse vorhanden war. Zur Straßenseite gab es ein massives zweigeschossiges Gebäude mit Durchgang und Diensträumen. Das Umfeld des Bahnhofes war besonders gärtnerisch gestaltet und den Parkanlagen an den Nummernweihern angepasst. Mit dem zweigleisigen Ausbau der Hauptstrecke 1895 und der Erweiterung zum Knotenbahnhof durch die Ringbahn-Abzweige Richtung Rangierbahnhof (1898) bzw. Mögeldorf / Nürnberg-Ost (1900), sowie der Errichtung zusätzlicher Gütergleise, wuchs das Gelände des Bahnhofs immer weiter an.

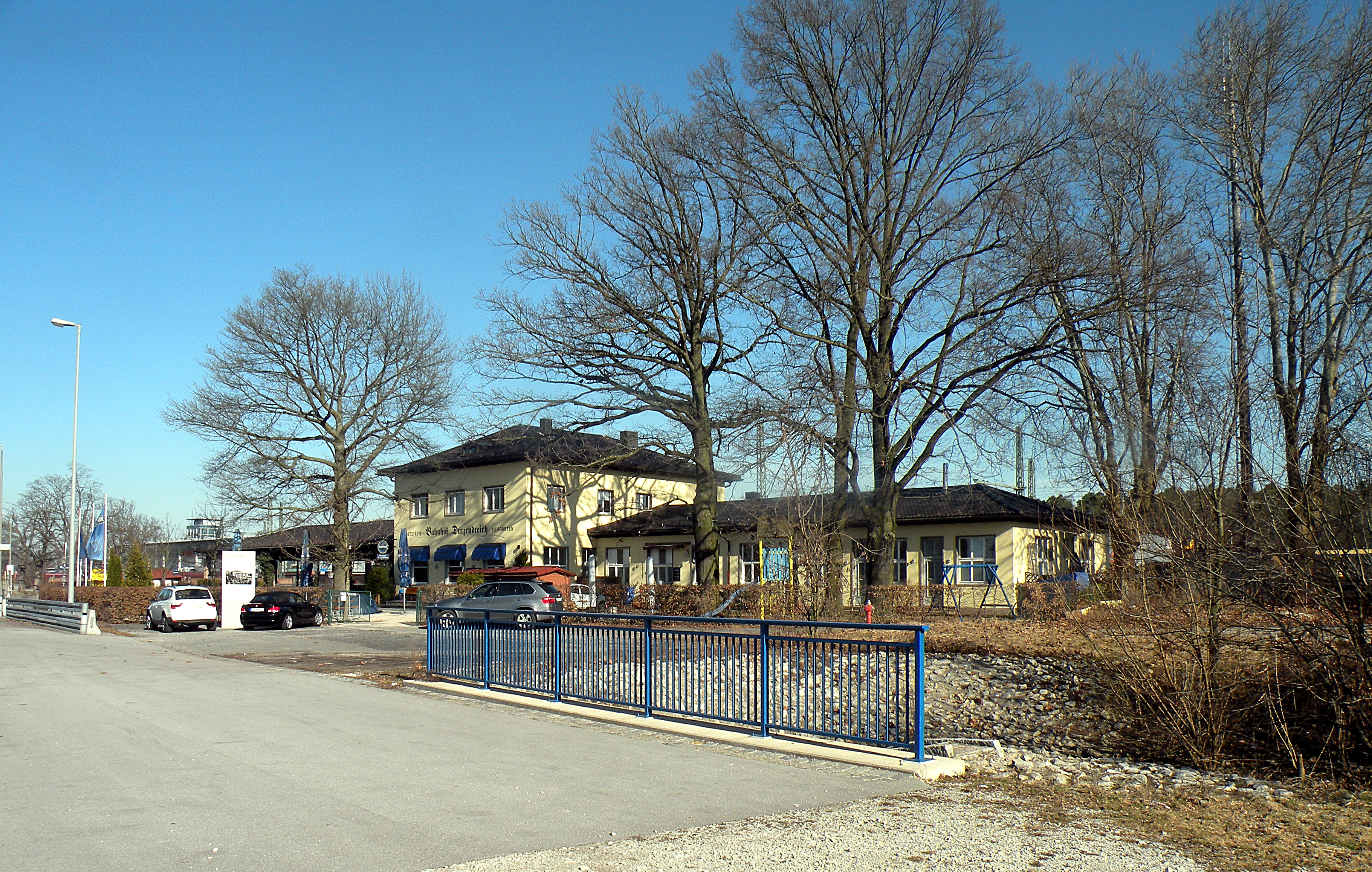
Ehemaliges Empfangsgebäude

Der erste große Umbau erfolgte vom 14. März bis 5. September 1934, im Zuge der seit 1933 stattfindenden Reichsparteitage, und umfasste den Bau eines je 400 Meter langen Haus- und Mittelbahnsteiges, zweier Unterführungen (die östliche mit direktem Zugang zur Zeppelintribüne), sowie des heute unter Denkmalschutz stehenden Empfangsgebäudes nach Plänen von Fritz Limpert, für das das erste Empfangsgebäude abgerissen wurde. Damit sollte der Massenandrang während der Reichsparteitage besser bewältigt werden.
Im Zuge der Planung der Bahnstrecke Nürnberg–Roth wurden in den 1980er Jahren eine Reihe von Varianten der Linienführung zwischen Nürnberg-Dutzendteich und Roth untersucht.
Der zweite Umbau zwischen 1989 und 1992 erfolgte in Zusammenhang mit den Bauarbeiten für die zweite Nürnberger S-Bahn-Linie nach Altdorf, da in den Bauplanungen unter anderem auch die Verlegung des verkehrsmäßig ungünstig gelegenen Personenbahnhofs nach Nordwesten an die Überführung über den Südring vorgesehen war. Die Betriebsaufnahme der S2 und der neuen S-Bahn-Station Nürnberg-Dutzendteich fand am 22. November 1992 statt, die alten ungenutzten Bahnsteige wurden im Laufe der folgenden Jahre abgetragen und das ehemalige Empfangsgebäude zu einer Gaststätte umgebaut.
Im Rahmen des Planfeststellungsverfahren für diesen Umbau wurde ein hoher Zeitaufwand für die Umbauten erwartet, da unter ständiger Aufrechterhaltung des Bahnbetriebs mehrere wichtige Straßenbrücken geändert werden sollten.
Nürnberg-Dutzendteich ist eine zum Nürnberg Rangierbahnhof zugeordnete Ladestelle von DB Cargo.

## Verbindungsübersicht
| Linie | Strecke | Taktfrequenz                                                         |
| ----- | --- | -------------------------------------------------------------------- |
| S3    | Nürnberg Hbf – Nürnberg-Dürrenhof – Nürnberg-Gleißhammer – Nürnberg-Dutzendteich – Nürnberg Frankenstadion – Fischbach (Nürnberg) – Feucht – Feucht-Moosbach – Winkelhaid – Ludersheim – Altdorf West – Altdorf Stand: Fahrplanwechsel Dezember 2023 | 20/40 min 20 min (HVZ und Nürnberg–Feucht montags–freitags tagsüber) |

Umsteigemöglichkeiten
| Linie               | Strecke | Taktfrequenz                               |
| ------------------- | --- | ------------------------------------------ |
| Straßenbahnlinie 6  | Doku-Zentrum – Dutzendteich – Fliegerstraße – Immelmannstraße – Scharrerstraße – Peterskirche – Harsdörfferplatz – Schweiggerstraße – Hummelsteiner Weg – Aufseßplatz – Christuskirche – Heynestraße – Landgrabenstraße – Steinbühl – Kohlenhof – Plärrer – Obere Turnstraße – Hallertor – Hallerstraße – St. Johannisfriedhof – Julienstraße – Westfriedhof Stand: Fahrplanwechsel Dezember 2024                                                                                 | 10 min (werktags) 20 min (sonn-/feiertags) |
| Straßenbahnlinie 10 | Dutzendteich – Fliegerstraße – Immelmannstraße – Scharrerstraße – Peterskirche – Harsdörfferplatz – Schweiggerstraße – Hummelsteiner Weg – Aufseßplatz – Christuskirche – Heynestraße – Landgrabenstraße – Steinbühl – Kohlenhof – Plärrer – Obere Turnstraße – Hallertor – Tiergärtnertor – Friedrich-Ebert-Platz – Juvenellstraße – Bucher Straße/Nordring – Thon – Cuxhavener Straße – Schleswiger Straße – Bamberger Straße – Am Wegfeld Stand: Fahrplanwechsel Dezember 2024 | 10 min (werktags) 20 min (sonn-/feiertags) |